# Alto do Seixalinho
Alto do Seixalinho ist ein Ort und eine ehemalige Gemeinde (Freguesia) im portugiesischen Kreis Barreiro. Die Gemeinde hatte 19979 Einwohner (Stand 30. Juni 2011).
Am 29. September 2013 wurden die Gemeinden Alto do Seixalinho, Santo André und Verderena zur neuen Gemeinde União das Freguesias de Alto do Seixalinho, Santo André e Verderena zusammengeschlossen. Alto do Seixalinho ist Sitz dieser neu gebildeten Gemeinde.